# Bohdan Artur Świderski
Bohdan Artur Świderski (* 19. September 1957 in Warschau) ist ein polnischer Film- und Theaterschauspieler.

## Karriere
Świderski begann seine Ausbildung an der Musikhochschule in Breslau. Im Mai 1985 kam er nach Deutschland und stellte in Stadthagen einen Asylantrag, weil er als erklärter Pazifist zum Wehrdienst eingezogen werden sollte. In Deutschland setzte er sein begonnenes Studium an der Hochschule für Musik, Theater und Medien in Hannover fort.
Świderskis Engagements beinhalten die Mitarbeit sowohl in populären deutschen Fernsehproduktionen wie Tatort, Polizeiruf 110 und SOKO Leipzig als auch in polnischen Produktionen. Er wirkt in Hörspielen und Musicals mit. 

## Privates
Świderski arbeitet in Rinteln als Stadtteilführer in historischen Kostümen. Er ist in mehreren künstlerischen Disziplinen wie dem Klavier-, Gitarren- und Saxophonspiel, im Tanz und der Akrobatik aktiv.
Świderski lebt in Rinteln.

## Filmografie (Auswahl)
- 1993: Der große Bellheim
- 1997–2018: Klan (polnische Serie)
- 2006: Das Geheimnis meines Vaters
- 2007: GSG 9 – Ihr Einsatz ist ihr Leben (Folge Niemandsland)
- 2007–2009: Tylko miłość (polnische Serie)
- 2008: Mała Moskwa (polnischer Spielfilm)
- 2009: Die Blücherbande
- 2010: Neue Vahr Süd
- 2010: Danni Lowinski (Folge Colonia)
- 2011: Trans Bavaria
- 2011: Tatort: Der Tote im Nachtzug
- 2012: Tatort: Wegwerfmädchen
- 2012: Tatort: Das goldene Band
- 2013: Polizeiruf 110: Laufsteg in den Tod
- 2014: Männertreu
- 2016: Leningrad Symphony
- 2016: 1000 Mexikana
- 2017: Polizeiruf 110: Muttertag